# Repesca Concacaf-OFC por la clasificación para la Copa Mundial de Fútbol de 1994
La Repesca entre OFC y Concacaf por la clasificación para la Copa Mundial de Fútbol de 1994 se desarrolló en dos partidos, de ida y vuelta, entre Australia, equipo ganador de la clasificatoria OFC y Canadá, que ocupó el segundo puesto de la ronda final clasificatoria de la Concacaf. El ganador de esta repesca disputó la última llave clasificatoria frente a Argentina, que tuvo el puntaje más bajo de los mejores segundos en la fase de grupos de la clasificatoria de la Conmebol.
Los partidos se disputaron el 31 de julio y 15 de agosto de 1993.

## Antecedentes
Esta fue la segunda repesca intercontinental para Australia, que ya la había disputado antes para el Mundial de 1986, perdiendo contra Escocia por 2 a 0 en el marcador global.
Fue el primer repechaje intercontinental para Canadá. Siendo también la primera ocasión que ambas selecciones se enfrentaron en esta instancia.

## Partidos

### Ida
| 1          | POR        | Craig Forrest   |     |
| 2          | DEF        | Frank Yallop    |     |
| 16         | DEF        | Mark Watson     |     |
| 3          | DEF        | Mike Sweeney    |     |
| 6          | DEF        | Colin Miller    |     |
| 4          | MED        | Nick Dasovic    | 45' |
| 8          | MED        | Lyndon Hooper   |     |
| 10         | MED        | John Limniatis  | 45' |
| 11         | DEL        | Dale Mitchell   |     |
| 14         | DEL        | Domenic Mobilio |     |
| 9          | DEL        | Alex Bunbury    |     |
| Entrenador | Entrenador | Bob Lenarduzzi  |     |

| 20         | POR        | Robert Zabica    |     |
| 13         | DEF        | Mehmet Duraković |     |
| 12         | DEF        | Milan Blagojević | 17' |
| 5          | DEF        | Alex Tobin       |     |
| 4          | DEF        | Ned Zelić        |     |
| 11         | MED        | Robbie Slater    |     |
| 10         | MED        | Jason van Blerk  |     |
| 19         | MED        | Paul Okon        |     |
| 8          | MED        | Aurelio Vidmar   | 70' |
| 9          | DEL        | Graham Arnold    |     |
| 7          | DEL        | Frank Farina     |     |
| Entrenador | Entrenador | Eddie Thomson    |     |

| 7  | DEL | Carl Valentine | 45' |
| 10 | MED | Norm Odinga    | 45' |

| 20 | POR | Mark Schwarzer | 17' |
| 23 | MED | Jason Polak    | 70' |

| Anotado | 50' | Mark Watson     | 1–1 |
| Anotado | 57' | Domenic Mobilio | 2–1 |

| Anotado | 44' | Nick Dasovic | 0–1 |

| Expulsado | 17' | Robert Zabica |

| Árbitro | Arturo Brizio Carter |

| 1          | POR        | Craig Forrest   |     |
| 2          | DEF        | Frank Yallop    |     |
| 16         | DEF        | Mark Watson     |     |
| 3          | DEF        | Mike Sweeney    |     |
| 6          | DEF        | Colin Miller    |     |
| 4          | MED        | Nick Dasovic    | 45' |
| 8          | MED        | Lyndon Hooper   |     |
| 10         | MED        | John Limniatis  | 45' |
| 11         | DEL        | Dale Mitchell   |     |
| 14         | DEL        | Domenic Mobilio |     |
| 9          | DEL        | Alex Bunbury    |     |
| Entrenador | Entrenador | Bob Lenarduzzi  |     |

| 20         | POR        | Robert Zabica    |     |
| 13         | DEF        | Mehmet Duraković |     |
| 12         | DEF        | Milan Blagojević | 17' |
| 5          | DEF        | Alex Tobin       |     |
| 4          | DEF        | Ned Zelić        |     |
| 11         | MED        | Robbie Slater    |     |
| 10         | MED        | Jason van Blerk  |     |
| 19         | MED        | Paul Okon        |     |
| 8          | MED        | Aurelio Vidmar   | 70' |
| 9          | DEL        | Graham Arnold    |     |
| 7          | DEL        | Frank Farina     |     |
| Entrenador | Entrenador | Eddie Thomson    |     |

| 7  | DEL | Carl Valentine | 45' |
| 10 | MED | Norm Odinga    | 45' |

| 20 | POR | Mark Schwarzer | 17' |
| 23 | MED | Jason Polak    | 70' |

| Anotado | 50' | Mark Watson     | 1–1 |
| Anotado | 57' | Domenic Mobilio | 2–1 |

| Anotado | 44' | Nick Dasovic | 0–1 |

| Expulsado | 17' | Robert Zabica |

| Árbitro | Arturo Brizio Carter |

### Vuelta
| 20         | POR        | Mark Schwarzer   |      |
| 19         | DEF        | Tony Vidmar      |      |
| 4          | DEF        | Ned Zelić        | 100' |
| 13         | DEF        | Mehmet Duraković |      |
| 5          | DEF        | Alex Tobin       |      |
| 12         | DEF        | Milan Blagojević |      |
| 11         | MED        | Robbie Slater    | 76'  |
| 10         | MED        | Jason van Blerk  |      |
| 8          | MED        | Aurelio Vidmar   |      |
| 9          | DEL        | Graham Arnold    |      |
| 7          | DEL        | Frank Farina     |      |
| Entrenador | Entrenador | Eddie Thomson    |      |

| 1          | POR        | Craig Forrest   |      |
| 2          | DEF        | Frank Yallop    |      |
| 16         | DEF        | Mark Watson     |      |
| 5          | DEF        | Randy Samuel    |      |
| 6          | DEF        | Colin Miller    |      |
| 3          | MED        | Mike Sweeney    |      |
| 4          | MED        | Nick Dasovic    | 108' |
| 8          | MED        | Lyndon Hooper   |      |
| 11         | DEL        | Dale Mitchell   |      |
| 14         | DEL        | Domenic Mobilio | 45'  |
| 9          | DEL        | Alex Bunbury    |      |
| Entrenador | Entrenador | Bob Lenarduzzi  |      |

| 14 | DEL | Dave Mitchell | 76'  |
| 6  | MED | Paul Wade     | 100' |

| 7  | DEL | Carl Valentine | 45'  |
| 18 | DEL | Grant Needham  | 108' |

| Anotado | 45' | Frank Farina     | 1–0 |
| Anotado | 77' | Mehmet Duraković | 2–1 |

| Anotado | 54' | Lyndon Hooper | 1–1 |

| Paul Wade      | Acierto de penal | 1:0 |                  |               |
|                |                  |     |                  |               |
|                |                  | 1:1 | Acierto de penal | Dale Mitchell |
| Aurelio Vidmar | Acierto de penal | 2:1 |                  |               |
|                |                  | 2:1 | Fallo de penal   | Alex Bunbury  |
| Alex Tobin     | Acierto de penal | 3:1 |                  |               |
|                |                  | 3:1 | Fallo de penal   | Mike Sweeney  |
| Frank Farina   | Acierto de penal | 4:1 |                  |               |
|                |                  |     |                  |               |
|                |                  |     |                  |               |

| Árbitro | Shin'ichirō Obata |

| 20         | POR        | Mark Schwarzer   |      |
| 19         | DEF        | Tony Vidmar      |      |
| 4          | DEF        | Ned Zelić        | 100' |
| 13         | DEF        | Mehmet Duraković |      |
| 5          | DEF        | Alex Tobin       |      |
| 12         | DEF        | Milan Blagojević |      |
| 11         | MED        | Robbie Slater    | 76'  |
| 10         | MED        | Jason van Blerk  |      |
| 8          | MED        | Aurelio Vidmar   |      |
| 9          | DEL        | Graham Arnold    |      |
| 7          | DEL        | Frank Farina     |      |
| Entrenador | Entrenador | Eddie Thomson    |      |

| 1          | POR        | Craig Forrest   |      |
| 2          | DEF        | Frank Yallop    |      |
| 16         | DEF        | Mark Watson     |      |
| 5          | DEF        | Randy Samuel    |      |
| 6          | DEF        | Colin Miller    |      |
| 3          | MED        | Mike Sweeney    |      |
| 4          | MED        | Nick Dasovic    | 108' |
| 8          | MED        | Lyndon Hooper   |      |
| 11         | DEL        | Dale Mitchell   |      |
| 14         | DEL        | Domenic Mobilio | 45'  |
| 9          | DEL        | Alex Bunbury    |      |
| Entrenador | Entrenador | Bob Lenarduzzi  |      |

| 14 | DEL | Dave Mitchell | 76'  |
| 6  | MED | Paul Wade     | 100' |

| 7  | DEL | Carl Valentine | 45'  |
| 18 | DEL | Grant Needham  | 108' |

| Anotado | 45' | Frank Farina     | 1–0 |
| Anotado | 77' | Mehmet Duraković | 2–1 |

| Anotado | 54' | Lyndon Hooper | 1–1 |

| Paul Wade      | Acierto de penal | 1:0 |                  |               |
|                |                  |     |                  |               |
|                |                  | 1:1 | Acierto de penal | Dale Mitchell |
| Aurelio Vidmar | Acierto de penal | 2:1 |                  |               |
|                |                  | 2:1 | Fallo de penal   | Alex Bunbury  |
| Alex Tobin     | Acierto de penal | 3:1 |                  |               |
|                |                  | 3:1 | Fallo de penal   | Mike Sweeney  |
| Frank Farina   | Acierto de penal | 4:1 |                  |               |
|                |                  |     |                  |               |
|                |                  |     |                  |               |

| Árbitro | Shin'ichirō Obata |

## Clasificado a la Repesca vs. CONMEBOL
| Bandera de Australia |
| Australia            |